# IC 1330
IC 1330 ist eine Spiralgalaxie vom Hubble-Typ Sc im Sternbild Aquarius auf der Ekliptik. Sie ist schätzungsweise 379 Millionen Lichtjahre von der Milchstraße entfernt und hat einen Durchmesser von etwa 135.000 Lichtjahren.
Das Objekt wurde am 16. Juli 1891 von Stéphane Javelle entdeckt.